# Universidad Metropolitana Castro Carazo
La Universidad Metropolitana Castro Carazo (UMCA) es una universidad privada ubicada en San José, Costa Rica. La universidad es avalada por el Consejo Nacional de Enseñanza Superior Universitaria Privada (CONESUP)

## Historia
La escuela fue fundada en el año 1936 por el profesor Miguel Ángel Castro Carazo con sus propios apellidos, durante el año 1992 le fue otorgada la categoría Para universitaria Castro Carazo con el cual le fue permitido expedir títulos de diplomado.
En el año 1996, el Consejo Nacional de Enseñanza Superior Universitaria Privada (CONESUP) declara a esta universidad como Universidad Metropolitana Castro Carazo mediante el acuerdo Nº305-96, del 29 de julio de 1996.

## Facultades
UMCA tiene 5 facultades y escuelas:
- Facultad de administración
- Facultad de contaduría
- Facultad de informática
- Facultad de derecho
- Facultad de educación

## Conservación ambiental
La Red Costarricense de Instituciones Educativas Sostenibles (Redies) coordinó con 14 universidades de Costa Rica, entre ellas UMCA, con el fin de dar ejemplo a otras instituciones sobre la gestión en materia de residuos sólidos, recursos hídricos, energía y emisiones de carbono.
Por otra parte la universidad cuenta con un refugio de conservación ambiental llamado La Marta

## Cierre de sedes
Durante el año 2011, el Consejo Nacional de Enseñanza Superior Universitaria Privada (CONESUP) ordenó el cierre de la sede de Puntarenas y durante el año 2012 ordenó el cierre de la sede de Quepos, en Aguirre de Puntarenas y la sede de Orotina, Alajuela. No obstante la universidad argumentó que se sus sedes estaban autorizadas y que el problema se dio únicamente con las carreras de Derecho y Turismo.